# 馬科 (密蘇里州)
馬科（英語：Marco）是位於美國密蘇里州斯托達德縣的非建制地區。

## 歷史
馬科的郵局於1905年設立，其後於1914年停運。

## 地理
馬科所處的海拔為高於海平面89米（即292英呎），而該地所採用的時區為UTC-6，即北美中部時區（CST）。同時該地設有夏令時間，為UTC-6調快一小時，即UTC-5（CDT）。